# Alimata Salembéré
Alimata Salembéré, née le 9 novembre 1942 à Bobo-Dioulasso, est une réalisatrice, productrice, fonctionnaire et femme politique burkinabè. Elle fait partie des membres fondateurs du FESPACO, où elle occupe le poste de secrétaire générale de 1982 à 1984. Considérée comme une pionnière, elle exerce également les fonctions de ministre de la Culture au Burkina Faso entre 1987 et 1991.

## Biographie
Alimata Salembéré, naît le 9 novembre 1942 à Bobo-Dioulasso, suit une formation en lettres modernes obtenant une licence et un diplôme professionnel en production télévisuelle.

## Carrière
Elle commence son parcours professionnel à la Radio Télévision du Burkina, où elle occupe les rôles de journaliste-reporter, présentatrice du journal télévisé et responsable des programmes de la télévision nationale. En 1969, elle cofonde le Festival panafricain du cinéma et de la télévision de Ouagadougou (FESPACO) et dirige son premier comité d'organisation,,,,.
Entre 1976 et 1980, elle exerce en tant qu'attachée de presse auprès de l'Organisation commune africaine et malgache (OCAM)  à Bangui avant d'occuper les fonctions de secrétaire générale du FESPACO de 1982 à 1984. Elle remplit également les fonctions d'attachée de presse à l’Ambassade du Burkina Faso à Paris de 1983 à 1986. Entre 1986 et 1987, elle exerce en tant que secrétaire générale du ministère de l'Information, avant d'occuper la fonction de ministre de la Culture, de 1987 à 1991. De 1992 à 1999, elle assure la direction générale de l'Agence de coopération culturelle et technique (ACCT), devenue depuis l'Organisation internationale de la Francophonie (OIF), où elle pilote la création de TV5 Monde Afrique. Elle contribue également à l’instauration du Marché des arts du spectacle africain (MASA) en Côte d’Ivoire et au développement des radios communautaires ainsi que des Centres de lecture et d’animation culturelle (CLAC) dans plusieurs pays africains et en Haïti. En 2001, elle est désignée vice-présidente du comité des sages de la Communauté économique des États de l’Afrique de l’Ouest (CEDEAO). Elle devient membre du Comité national d’éthique en 2002. En parallèle, elle s’investit dans diverses initiatives, notamment en tant que cofondatrice du Zonta Club de Ouagadougou, du Réseau francophone pour l’égalité femme-homme (RF EFH). Elle préside l’Association internationale francophone des aînés (AIFA) de 2003 à 2011 et reste à la tête de la section nationale burkinabè depuis 2004. Engagée pour la cause des femmes, elle anime à la Radio nationale une émission dédiée, diffusée en français, mooré et dioula, et lance une émission-débat télévisée, intitulée «Nul n’est censé ignorer la loi». Elle représente l’OIF lors de la conférence de Beijing en Chine et à Luxembourg, ainsi qu’à l’ONU pour Boutros Boutros-Ghali, alors secrétaire général de l’organisation. En 2000, elle prend part à la Marche mondiale des femmes à New York.
Depuis le 16 février 2008, la rue n° 4.66 du secteur n°4, dans l'arrondissement de Baskuy à Ouagadougou est baptisée "Alimata Salembéré" par le Conseil municipal de Ouagadougou. Elle vit entre la France et le Burkina Faso.

## Distinctions honorifiques
- Grand Officier de l’ordre de l’Etalon;
- Commandeur de l’ordre du mérite des Arts, des Lettres et de la Communication (Burkina Faso)[13];
- Commandeur de l’ordre de la Pléiade, ordre de la Francophonie et du dialogue des cultures;
- Commandeur de l’ordre national de Côte d’Ivoire;
- Chevalier des Arts et Lettres de la République Française;
- Distinction honorifique de l’UNESCO.
- Présidente d’honneur de la XVe édition des Galian 2012.

## Vie personnelle
Elle est mariée et mère de cinq enfants.